# Thescelosaurus garbanii
Thescelosaurus garbanii es una especie del género extinto Thescelosaurus (gr. "reptil maravilloso") de dinosaurio ornitópodo tescelosáurido, que vivió a finales del período Cretácico, aproximadamente entre 70 y 66 millones de años, en el Maastrichtiense, en lo que hoy es Norteamérica. Fue nombrado por Morris en 1976. Su espécimen tipo es LACM 33542, un conjunto de elementos de extremidades. Su localidad tipo es LACM V3152, que se encuentra en un horizonte terrestre Maastrichtiano en la Formación Hell Creek de Montana, Estados Unidos.